# Aussteiger
Aussteiger sind Menschen, die sich innerlich und oft auch äußerlich von einer von ihnen als problematisch angesehenen Lebensweise abgewendet haben. Hierbei kann es sich sowohl um die gesamte Zivilisation handeln als auch nur um Teile davon, wie beispielsweise ein Land oder eine einzelne Gruppe (z. B. Sekte oder Neonazi-Strukturen).
Zu einem äußeren Ausstieg zählt, dass Aussteiger etwas aufgeben, was ihnen im Leben vor dem Ausstieg wichtig erschien oder ihr Leben entscheidend regulierte, beispielsweise ihre Erwerbsarbeit, Freunde und Bekannte, Glaubensgemeinschaften, politische Systeme und Bewegungen, den Wohnort oder alte Gewohnheiten.
Als klassische Beispiele für einen gesamtgesellschaftlichen Ausstieg gelten in der Antike der griechische Philosoph Diogenes sowie in der christlichen Frühzeit die Einsiedlermönche in der nahöstlichen oder ägyptischen Wüste und die Eremiten in Europa. Moderne Beispiele sind Alternativbewegungen wie die Hippies oder die New-Age- und Anti-Work-Bewegung. Auch einfach Lebende und Primitivisten steigen häufig aus der Gesellschaft aus.

## Gründe
Der Hintergrund für den Ausstieg aus dem bisherigen Leben kann vielfältig sein. Grundsätzlich geht dem Ausstieg ein mangelndes Wohlbefinden voraus, welches sich meist auf die Gruppe mit ihren Normen bspw. bzgl. der Lebensweise bezieht. Ausdrücklich geäußerte Kritik kann sehr fundamental empfunden, ebenso wohl aber auch ausweichend und schlagwortartig sein. Einige Aussteiger gehen so weit, ihre Staatsbürgerschaft aufzugeben, so zum Beispiel geschehen bei Garry Davis.
Gespräche mit Aussteigern zeigen, dass die Zwänge und Regelungen einer Gesellschaft oft nicht den Neigungen und Ansichten ihrer selbst entsprechen. Häufig wird von Aussteigern ein wachsender Kapitalismus als Auslöser für ihre Gedanken genannt, der durch viele seiner Eigenschaften die soziale Gemeinschaft gegeneinander ausspiele und entfremde. Nicht erst die heutige Psychologie hat den Wert der Stille und des Ganz-bei-sich-Seins als Hort der Zufriedenheit und des Glücks wiederentdeckt. Alleinsein ist nicht nur ein Zustand, sondern auch eine Fähigkeit, die Nicht-Aussteiger genauso erwerben können, um den inneren Reichtum der Seele und den äußeren Reichtum der Natur erleben zu können.
Gründe für einen Ausstieg finden sich aber auch in verschiedenen Bereichen des zwischenmenschlichen Zusammenlebens oder des Mainstreams. Die Normen und Werte des Aussteigenden entsprechen oft nicht mehr denen der Allgemeinheit oder der zuvor zugehörigen gesellschaftlichen Gruppe. Nur durch den radikalen Wandel seiner Position in der Gesellschaft sieht der Aussteiger eine Möglichkeit, sein persönliches Gleichgewicht oder eine innerliche Befriedigung wiederherzustellen.

## Innere Emigration
Als Synonym für einen inneren Ausstieg, bei dem ein geregeltes Leben oberflächlich beibehalten wird, innerlich aber mit der Außenwelt gebrochen wird, verwendet man auch den Begriff der „inneren Emigration“. Diese Formulierung wurde zuerst im Nachkriegsdeutschland zur Rechtfertigung und als Vorwurf gegenüber Emigranten benutzt, welche Deutschland während des Nationalsozialismus nicht verlassen hatten; sie geht auf eine Polemik von Frank Thieß gegen Thomas Mann zurück. (→ Innere Emigration in der Zeit des Nationalsozialismus.)

## Thematisierung in der Kunst

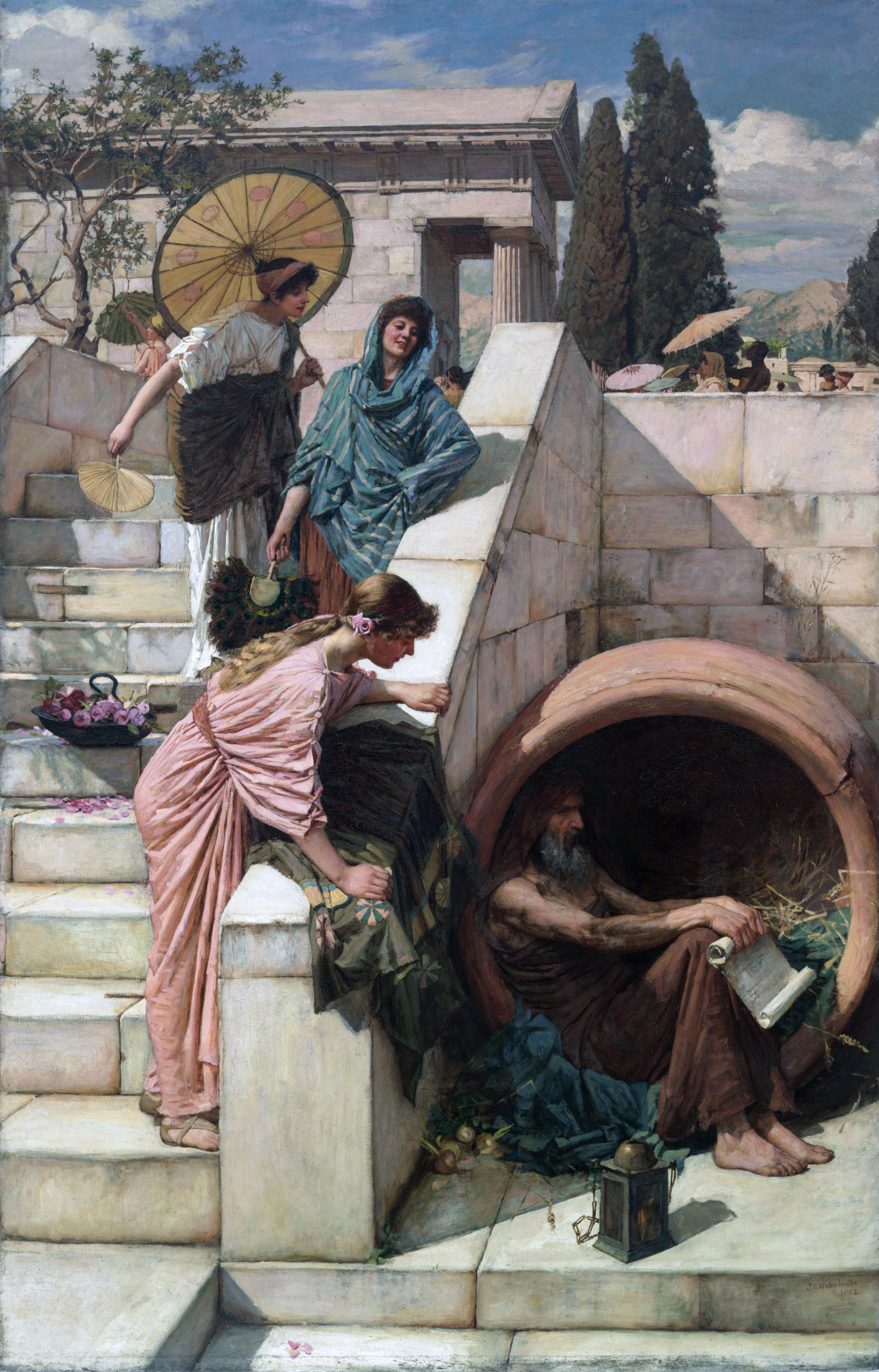
Diogenes – Gemälde von John William Waterhouse (1882)

Das Phänomen des politischen Aussteigers wurde in verschiedenen Kunstrichtungen verarbeitet, unter anderem in Literatur und Film, aber auch in Comics. Als berühmte Beispiele aus der Literatur gelten:
- Friedrich Rückert: Ich bin der Welt abhanden gekommen (1821)
- Henry David Thoreau: Walden (1854)
- Hermann Hesse: Siddhartha – Eine indische Dichtung (1922).
- Hermann Broch: Ballade vom Imker (1950).

Vor allem seit den 1960er Jahren taucht das Thema auch in Spielfilmen zunehmend auf:
- Box of Moonlight
- Easy Rider
- Zabriskie Point
- The Beach
- Das weiße Rauschen
- Into the Wild

Der Comic The Fabulous Furry Freak Brothers handelt von drei Hippie-Aussteigern und ihren Abenteuern.